# Fred Williams (allenatore di pallacanestro)
Fred Williams (Inglewood, 8 febbraio 1957) è un ex cestista e allenatore di pallacanestro statunitense, professionista nella WNBA.